# 웰컴 투 사우스
웰컴 투 사우스(Benvenuti al Sud)는 2010년 개봉한 이탈리아의 코미디 영화이다. 속편으로는 《웰컴 투 노스》가 있다.
대니 분이 카메오로 출연했다. 반범죄 캠페인을 벌이다가 괴한에게 살해당한 이탈리아의 시장 안젤로 바살로에게 헌정되었다.

## 줄거리
북부 브리안차의 우스마테 벨라테에서 우체국장으로 일하는 알베르토 콜롬보는 아들과 가족의 미래를 위해 밀라노로 전근을 가고 싶어 한다. 하지만 전근 자리가 장애인 동료에게 돌아가자, 그는 장애를 가장하여 전근을 시도한다. 그러나 장애를 확인하러 온 감사관 앞에서 실수로 일어나 버리는 바람에 들통나고, 벌로 남부의 작은 마을 카스텔라바테로 좌천된다. 좌천을 거부하면 해고될 상황에 놓인 알베르토는 마지못해 남쪽으로 향한다.
남쪽으로 떠나기 전, 알베르토는 남부에 대한 온갖 부정적인 소문, 즉 마피아, 쓰레기 문제, 숨 막히는 더위 등에 대한 이야기를 듣는다. 그는 방호복, 소화기, 자외선 차단제, 쥐덫까지 챙겨서 남쪽으로 떠나는데, 우여곡절 끝에 카스텔라바테에 도착한다. 처음에는 남부에 대한 두려움과 편견을 갖고 있었지만, 우체부 마티아 볼페, 마리아 플라젤로, 경찰관 등 마을 사람들과 친해지면서 남부의 아름다움과 삶의 방식을 깨닫고, 자신이 가졌던 부정적인 인식이 편견이었음을 깨닫는다.
하지만 아내 실비아에게는 남부가 위험하고 불결하며 불쾌한 곳이라고 거짓말한다. 남부에 편견을 가진 실비아와 관계를 돈독히 하기 위해서였다. 실비아가 방문하게 되자, 알베르토는 친구들에게 그동안 남부에 대해 거짓말을 했음을 고백하고, 마을 사람들은 실비아에게 남부가 정말로 나쁘다는 인상을 주기 위한 계획을 세운다. 마을 사람들의 속임수는 어느 정도 성공했지만, 결국 실비아는 진실을 알게 되고 알베르토가 마리아와 바람을 피웠다고 오해하며 이혼을 요구한다.
그 과정에서 마티아와 마리아는 다시 사귀게 되고, 알베르토와 실비아도 화해한다. 알베르토의 가족은 남부에 합류하고, 시간이 흘러 알베르토는 오랜 바람이었던 밀라노 전근을 받게 된다. 그는 밀라노로 돌아가는 것을 기뻐하지만, 남부를 떠나는 것에 대한 아쉬움을 느낀다.

## 출연

### 주연
- 클라우디오 비시오
- 알레산드로 시아니

### 조연
- 안젤라 피노치아로
- 발렌티나 로도비니
- 나이케 리벨리
- 지아코모 리조
- 난도 파오네
- 테코 셀리오
- 리카르도 진나
- 눈지아 쉬아노
- 살바토레 미스티코네
- 프란체스코 알바네세
- 알레산드로 비기
- 풀비오 팔자라노
- 클라라 빈디
- 아노니오 비릴로
- 지오바니 프랜조니
- 에토레 마사
- 지오르지오 마줄로
- 프랑코 라베라
- 치로 루오포

## 기타
- 협력프로듀서: 올리버 베르제
- 협력프로듀서: 마틴 모스코비츠
- 미술: 파올라 코멘치니
- 의상: 소누 미쉬라
- 배역: 마리타 델리아
- 배역: 클로디아 마로티